# Dolar Trynidadu i Tobago
Dolar Trynidadu i Tobago – jednostka walutowa Trynidadu i Tobago. 1 dolar = 100 centów.
W obiegu znajdują się:
- monety o nominałach 5, 10, 25 i 50 centów.
- banknoty o nominałach 1, 5, 10, 20 i 100 dolarów.